# Cheiloneurus submuticus
Cheiloneurus submuticus är en stekelart som beskrevs av Thomson 1876. Cheiloneurus submuticus ingår i släktet Cheiloneurus och familjen sköldlussteklar. Arten är reproducerande i Sverige. Inga underarter finns listade i Catalogue of Life.